# جایزه جامعه آنلاین منتقدان فیلم برای بهترین بازیگر نقش مکمل مرد
جایزه جامعه آنلاین منتقدان فیلم برای بهترین بازیگر نقش مکمل مرد (به انگلیسی: Online Film Critics Society Award for Best Supporting Actor) یک جایزه سالانه است که توسط جامعه آنلاین منتقدان فیلم برای قدردانی از بهترین بازیگر نقش مکمل مرد سال اهدا می‌شود.

## برندگان

### دهه ۱۹۹۰
| سال  | برنده             | فیلم                 | نقش                  |
| ---- | ----------------- | -------------------- | -------------------- |
| ۱۹۹۷ | برت رینولدز       | شب‌های عیاشی          | جک هورنر             |
| ۱۹۹۷ | روپرت اورت        | عروسی بهترین دوست من | جرج داونز            |
| ۱۹۹۷ | آنتونی هاپکینز    | آمیستاد              | جان کویینسی آدامز    |
| ۱۹۹۸ | بیلی باب تورنتون  | یک نقشه ساده         | جاکوب میچل           |
| ۱۹۹۸ | اد هریس           | نمایش ترومن          | کریستف               |
| ۱۹۹۸ | جیسون پاتریک      | دوستان و همسایگانت   | کری                  |
| ۱۹۹۹ | هالی جوئل آزمنت   | حس ششم               | کول سیِر              |
| ۱۹۹۹ | وس بنتلی          | زیبایی آمریکایی      | ریکی فیتس            |
| ۱۹۹۹ | مایکل کلارک دانکن | مسیر سبز             | جان کافی             |
| ۱۹۹۹ | جان مالکوویچ      | جان مالکوویچ بودن    | جان هوراشیو مالکوویچ |
| ۱۹۹۹ | کریستوفر پلامر    | نفوذی                | مایک والاس           |

### دهه ۲۰۰۰
| سال  | برنده              | فیلم                               | نقش                   |
| ---- | ------------------ | ---------------------------------- | --------------------- |
| ۲۰۰۰ | بنیسیو دل تورو     | قاچاق                              | خاویر رودریگز         |
| ۲۰۰۰ | فیلیپ سیمور هافمن  | تقریباً مشهور                       | لستر بنگز             |
| ۲۰۰۰ | جک بلک             | وفادارانه                          | بری                   |
| ۲۰۰۰ | ویلم دفو           | سایه خون‌آشام                       | ماکس شرک              |
| ۲۰۰۰ | آلبرت فینی         | ارین براکویچ                       | ادوارد ال. مَسری       |
| ۲۰۰۰ | واکین فینیکس       | گلادیاتور                          | کومودوس               |
| ۲۰۰۱ | استیو بوشمی        | دنیای روح                          | سیمور                 |
| ۲۰۰۱ | بن کینگزلی         | جانور سکسی                         | دون لوگان             |
| ۲۰۰۱ | جود لا             | هوش مصنوعی                         | گیگولو جو             |
| ۲۰۰۱ | ایان مک‌کلن         | ارباب حلقه‌ها: یاران حلقه           | گندالف                |
| ۲۰۰۱ | تونی شالهوب        | مردی که آنجا نبود                  | فردی ریدن‌اشنایدر      |
| ۲۰۰۲ | دنیس کواید         | دور از بهشت                        | فرانک ویتاکر          |
| ۲۰۰۲ | آلن آرکین          | سیزده گفتگو در مورد یک چیز         | جین                   |
| ۲۰۰۲ | کریس کوپر          | اقتباس                             | جان لاروش             |
| ۲۰۰۲ | پل نیومن           | جاده‌ای به‌سوی تباهی                 | جان رونی              |
| ۲۰۰۲ | اندی سرکیس         | ارباب حلقه‌ها: دو برج               | گالوم                 |
| ۲۰۰۳ | پیتر سارسگارد      | شیشه شکسته                         | چاک لِین               |
| ۲۰۰۳ | شان آستین          | ارباب حلقه‌ها: بازگشت پادشاه        | سم‌وایز گمجی           |
| ۲۰۰۳ | الک بالدوین        | خنک‌کننده                           | شلی کاپلو             |
| ۲۰۰۳ | تیم رابینز         | رودخانه مرموز                      | دیو بویل              |
| ۲۰۰۳ | اندی سرکیس         | ارباب حلقه‌ها: بازگشت پادشاه        | گالوم                 |
| ۲۰۰۴ | توماس هیدن چرچ     | راه‌های فرعی                        | جک لوپاته             |
| ۲۰۰۴ | دیوید کارادین      | بیل را بکش: بخش ۲                  | بیل                   |
| ۲۰۰۴ | جیمی فاکس          | وثیقه                              | مکس دیوروچر           |
| ۲۰۰۴ | کلایو اوون         | نزدیک‌تر                            | لری گری               |
| ۲۰۰۴ | پیتر سارسگارد      | کینزی                              | کلاید مارتین          |
| ۲۰۰۵ | میکی رورک          | شهر گناه                           | مارو                  |
| ۲۰۰۵ | مت دیلون           | تصادف                              | افسر جان رایان        |
| ۲۰۰۵ | پل جیاماتی         | مرد سیندرلایی                      | جو گولد               |
| ۲۰۰۵ | جیک جیلنهال        | کوهستان بروکبک                     | جک توئیست             |
| ۲۰۰۵ | ویلیام هرت         | سابقه خشونت                        | ریچی کیوساک           |
| ۲۰۰۶ | جکی ارل هیلی       | بچه‌های کوچک                        | رونالد جی. مک‌گوروی    |
| ۲۰۰۶ | آلن آرکین          | میس سان‌شاین کوچولو                 | ادوین هووِر            |
| ۲۰۰۶ | ادی مورفی          | دختران رؤیایی                      | جیمز «ثاندر» ارلی     |
| ۲۰۰۶ | جک نیکلسون         | رفتگان                             | فرانک کاستلو          |
| ۲۰۰۶ | مارک والبرگ        | رفتگان                             | گروهبان شان دیگنام    |
| ۲۰۰۷ | خاویر باردم        | جایی برای پیرمردها نیست            | آنتون چیگر            |
| ۲۰۰۷ | کیسی افلک          | قتل جسی جیمز به‌دست رابرت فورد بزدل | رابرت فورد            |
| ۲۰۰۷ | فیلیپ سیمور هافمن  | جنگ چارلی ویلسون                   | گاست آوراکوتوس        |
| ۲۰۰۷ | هال هالبروک        | به‌سوی طبیعت وحشی                   | ران فرانس             |
| ۲۰۰۷ | تام ویلکینسون      | مایکل کلیتون                       | آرتور ادنس            |
| ۲۰۰۸ | هیث لجر پس از مرگ  | شوالیه تاریکی                      | جوکر                  |
| ۲۰۰۸ | رابرت داونی جونیور | تندر استوایی                       | کِرک لازاروس           |
| ۲۰۰۸ | فیلیپ سیمور هافمن  | تردید                              | پدر برندان فلاین      |
| ۲۰۰۸ | ادی مارسن          | بی‌غم                               | اسکات                 |
| ۲۰۰۸ | مایکل شنون         | جاده انقلابی                       | جان گیوینگز جونیور    |
| ۲۰۰۹ | کریستف والتس       | حرامزاده‌های لعنتی                  | هانس لاندا            |
| ۲۰۰۹ | پیتر کاپالدی       | در چرخه                            | مالکوم تاکر           |
| ۲۰۰۹ | جکی ارل هیلی       | نگهبانان                           | رورشاخ                |
| ۲۰۰۹ | وودی هرلسون        | پیام‌آور                            | کاپیتان تونی استون    |
| ۲۰۰۹ | آنتونی مکی         | مهلکه                              | گروهبان جی.تی. سنبورن |

### دهه ۲۰۱۰
| سال  | برنده             | فیلم                             | نقش                                      |
| ---- | ----------------- | -------------------------------- | ---------------------------------------- |
| ۲۰۱۰ | کریستین بیل       | مشت‌زن                            | دیکی اکلاند                              |
| ۲۰۱۰ | اندرو گارفیلد     | شبکه اجتماعی                     | ادواردو ساورین                           |
| ۲۰۱۰ | جان هاکس          | زمستان استخوان‌سوز                | تیدراپ دالی                              |
| ۲۰۱۰ | مارک رافلو        | بچه‌ها حالشان خوب است             | پل هتفیلد                                |
| ۲۰۱۰ | جفری راش          | سخنرانی پادشاه                   | لیونل لوگ                                |
| ۲۰۱۱ | کریستوفر پلامر    | تازه‌کارها                        | هال فیلدز                                |
| ۲۰۱۱ | آلبرت بروکس       | رانندگی                          | برنی رز                                  |
| ۲۰۱۱ | جان هاکس          | مارتا مارسی می مارلین            | پاتریک                                   |
| ۲۰۱۱ | نیک نولتی         | مبارز                            | پدی کانلون                               |
| ۲۰۱۱ | برد پیت           | درخت زندگی                       | آقای اُبراین                              |
| ۲۰۱۲ | فیلیپ سیمور هافمن | استاد                            | لنکستر داد                               |
| ۲۰۱۲ | آلن آرکین         | آرگو                             | لستر سیگل                                |
| ۲۰۱۲ | دوایت هنری        | جانوران حیات وحش جنوب            | وینک                                     |
| ۲۰۱۲ | تامی لی جونز      | لینکلن                           | تادئوس استیونس                           |
| ۲۰۱۲ | کریستف والتس      | جنگوی زنجیرگسسته                 | دکتر کینگ شولتس                          |
| ۲۰۱۳ | مایکل فاسبندر     | ۱۲ سال بردگی                     | ادوین اپس                                |
| ۲۰۱۳ | برخد عبدی         | کاپیتان فیلیپس                   | عبدُولی میوز                              |
| ۲۰۱۳ | جرد لتو           | باشگاه خریداران دالاس            | رایون                                    |
| ۲۰۱۳ | متیو مک‌کانهی      | ماد                              | ماد                                      |
| ۲۰۱۳ | سم راکول          | راه، راه بازگشت                  | اوون                                     |
| ۲۰۱۴ | ادوارد نورتون     | بردمن                            | مایک شاینر                               |
| ۲۰۱۴ | جاش برولین        | خباثت ذاتی                       | کارآگاه گروهبان کریستین «بیگ‌فوت» بیورنسن |
| ۲۰۱۴ | ایثن هاک          | پسرانگی                          | میسون ایوانز سنیور                       |
| ۲۰۱۴ | مارک رافلو        | فاکس‌کچر                          | دیو شولتز                                |
| ۲۰۱۴ | جی. کی. سیمونز    | ویپلش                            | ترِنس فلچر                                |
| ۲۰۱۵ | اسکار آیزاک       | اکس ماکینا                       | ناتان بِیتمن                              |
| ۲۰۱۵ | مارک رافلو        | اسپات‌لایت                        | مایکل رزندس                              |
| ۲۰۱۵ | مارک رایلنس       | پل جاسوس‌ها                       | رودلف ایبل                               |
| ۲۰۱۵ | سیلوستر استالونه  | کرید                             | راکی بالبوآ                              |
| ۲۰۱۵ | بنیسیو دل تورو    | سیکاریو                          | آلخاندرو                                 |
| ۲۰۱۶ | ماهرشالا علی      | مهتاب                            | خوآن                                     |
| ۲۰۱۶ | تام بنت           | عشق و دوستی                      | سِر جیمز مارتین                           |
| ۲۰۱۶ | جف بریجز          | اگر سنگ از آسمان ببارد           | مارکوس همیلتون                           |
| ۲۰۱۶ | لوکاس هجز         | منچستر بای د سی                  | پاتریک چندلر                             |
| ۲۰۱۶ | مایکل شنون        | حیوانات شب‌زی                     | کارآگاه بابی اندیز                       |
| ۲۰۱۷ | سم راکول          | سه بیلبورد خارج از ابینگ، میزوری | افسر جیسون دیکسون                        |
| ۲۰۱۷ | آرمی همر          | مرا با نامت صدا کن               | اولیور                                   |
| ۲۰۱۷ | ریچارد جنکینز     | شکل آب                           | گیلز                                     |
| ۲۰۱۷ | پاتریک استوارت    | لوگان                            | چارلز خاویر                              |
| ۲۰۱۷ | مایکل استولبارگ   | مرا با نامت صدا کن               | آقای پرلمن                               |
| ۲۰۱۸ | مایکل بی. جردن    | پلنگ سیاه                        | اریک کیلمونگر                            |
| ۲۰۱۸ | آدام درایور       | بلکککلنزمن                       | فلیپ زیمرمن                              |
| ۲۰۱۸ | ماهرشالا علی      | کتاب سبز                         | دکتر دان شرلی                            |
| ۲۰۱۸ | ریچارد ئی. گرانت  | هرگز می‌توانی مرا ببخشی؟          | جک هاک                                   |
| ۲۰۱۸ | استیون ین         | سوزاندن                          | بن                                       |
| ۲۰۱۹ | برد پیت           | روزی روزگاری در هالیوود          | کلیف بوث                                 |
| ۲۰۱۹ | آل پاچینو         | مرد ایرلندی                      | جیمی هوفا                                |
| ۲۰۱۹ | جو پشی            | مرد ایرلندی                      | راسل بوفالینو                            |
| ۲۰۱۹ | سونگ کانگ هو      | انگل                             | کیم کی تک                                |
| ۲۰۱۹ | ویلم دفو          | فانوس دریایی                     | توماس ویک                                |

### دهه ۲۰۲۰
| سال  | برنده            | فیلم              | نقش                         |
| ---- | ---------------- | ----------------- | --------------------------- |
| ۲۰۲۰ | لسلی اودم جونیور | یک شب در میامی    | سم کوک                      |
| ۲۰۲۰ | ساشا بارون کوهن  | دادگاه شیکاگو هفت | ابی هافمن                   |
| ۲۰۲۰ | چادویک بوزمن     | ۵ هم‌خون           | «استورمین» نورمن ارل هالووی |
| ۲۰۲۰ | بیل مری          | روی صخره‌ها        | فلیکس کین                   |
| ۲۰۲۰ | پال ریسی         | صدای متال         | جو                          |